# Alexander Thom
Pour les articles homonymes, voir Thom.
 (octobre 2022).
Alexander Thom (1894–1985) était un ingénieur écossais, principalement connu pour ses études sur les monuments mégalithiques britanniques et bretons.

## Travaux
Ancien élève de l'université de Glasgow, il y exerce en tant que conférencier de 1922 à 1929. Thom devint plus tard professeur d'ingénierie à l'université d'Oxford, en particulier dans le domaine des chemins de fer. Il s'intéresse dès les années 1930 à la construction des monuments mégalithiques par les peuples néolithiques, en particulier les sites des îles Britanniques. Durant près de 30 ans, d'abord seul puis en compagnie de son fils et de son petit-fils, il relève minutieusement les plans de plus de 300 sites mégalithiques. À partir des données recueillies (dimensions, formes, orientations de ces sites), il publie en 1955 un article dans lequel il propose de définir une unité de mesure ayant pu servir à la construction des sites, qu'il nomme yard mégalithique. Il entreprend également de classer les sites selon une typologie personnelle (en cercles, ellipses, cercles aplatis, forme d’œuf) et propose des procédés de construction.
À partir de ses relevés, il recense des azimuts, qui auraient été privilégiés pour la construction de plusieurs monuments, correspondant aux phases de levers et couchers des étoiles, du soleil et de la lune. Il définit ainsi un calendrier mégalithique de 16 mois jalonné par les solstices, les équinoxes et des dates intermédiaires. Ses premières conclusions sont réunies dans son ouvrage, Megalithic Sites in Britain, publié en 1967. Il s'intéresse à l'orientation astronomique des monuments et soutient que beaucoup de sites mégalithiques, parmi lesquels de simples menhirs, sont de véritables observatoires astronomiques de haute précision à moins d'une minute d'arc près. Ces hypothèses sont développées dans plusieurs revues à comité de lecture puis synthétisées en 1971 dans son ouvrage, Megalithic Lunar Observatories.
Entre 1970 et 1974, il entreprend un relevé détaillé des alignements de Carnac, dont il propose une nouvelle géométrie. Il s'intéresse assez tardivement au site de Stonehenge dont il réalise un plan et auquel il applique sa théorie astronomique tout en considérant qu'il ne s'agit pas forcément du site le plus intéressant. Ces derniers travaux sont regroupés dans un troisième ouvrage, Megalithic Remains in Britain and Brittany (Oxford, 1978).

## Critique de ses travaux
Bien qu'accueillis avec un très grand scepticisme par la communauté scientifique, ses thèses connaissent une certaine vogue, y compris auprès de certains archéologues. Il est possible qu'elles soient à l'origine de la création du mot archéoastronomie. On retourna sur le terrain étudier à nouveau les sites, pour estimer la pertinence et la valeur des idées de Thom. Tout cela entraîna un grand nombre de publications nouvelles. Après plusieurs années il ressortit que les aspects géométriques et morphologiques des sites étaient tout à fait acceptables; contrairement au yard mégalithique qui d'abord, statistiquement, ne ressortait pas aussi nettement des mesures de dimensions des monuments et que, au vu des apports de l'archéologie, on pouvait difficilement admettre avoir été établi 3 000 ans avant notre ère et utilisé depuis Carnac jusqu'aux Îles Shetland pendant près de deux millénaires. Remarquons que Thom n'avait pas la prétention de l'étendre à la Terre entière et à toutes les civilisations comme le feront certains « continuateurs. » Quant aux hypothèses astronomiques elles furent rejetées encore une fois parce que trop élaborées pour la civilisation néolithique, sur la base des travaux et découvertes de l'archéologie. Aussi parce qu'il est apparu que, dans ce domaine précis, Thom avait une légère tendance à poser les conclusions comme hypothèses : il n'a pas démontré que les sites étaient des observatoires astronomiques, mais il a dit : « sur tel site je décèle une orientation lunaire ou solaire particulière par la disposition de quelques pierres, je cherche un détail sur l'horizon qui semble marquer cette orientation, j'en trouve un, donc c'est un site astronomique. » Rien ne dit que ce n'est pas une coïncidence, rien ne dit non plus que la civilisation néolithique était obsédée par le repérage des levers et couchers du soleil et de la lune. De plus Thom mélangeait, le plus souvent involontairement, les sites de différentes époques, et il ne tenait pas compte de l'histoire de sites qui avaient pu être perturbés, démolis, et dont l'état actuel n'est qu'un vestige sans signification. Néanmoins des archéologues britanniques tels que Richard J. C. Atkinson, spécialiste de Stonehenge, et Aubrey Burl (en) ont reconnu la valeur d'ensemble des travaux de Thom et ont repris certains aspects dans leurs travaux. En France Pierre-Roland Giot accueillit aussi assez favorablement ses travaux tout en gardant une certaine distance. Après son décès la communauté archéologique et archéoastronomique a d'ailleurs rendu hommage à A. Thom pour l'ensemble de ses travaux.[réf. nécessaire]
Ses conclusions furent reprises parmi certains courants des années 1960 et adoptées sans critiques par de nombreux adeptes d'un hypothétique savoir sacré des anciens.

## Postérité
Le nom d'Alexander Thom a été donné au Thom Building, qui abrite le département des sciences de l'ingénieur à Oxford, construit dans les années 1960.